# Постольская узкоколейная железная дорога
Постольская узкоколейная железная дорога (другие названия: Пожвайская узкоколейная железная дорога, Пойвайская узкоколейная железная дорога) — узкоколейная железная дорога, существовавшая в 1910—2001 годах, одна из старейших УЖД Удмуртии. Первоначально обслуживала ижевские заводы, в дальнейшем использовалась как лесовозная. Брала начало на окраине Ижевска, в годы максимального развития общая длина составляла 86,2 км, конечным пунктом был посёлок Пойвай. Узкоколейная железная дорога полностью разобрана, демонтаж пути завершён в 2001 году.

## История
Строительство узкоколейной железной дороги началось с участка Ижевск — Можвай, который вступил в эксплуатацию в 1910 году. Дорога первоначально называлась Можвайской. Первый участок дороги, протяженность которого составила 18,4 км, шёл от Ижевского металлургического завода. В 1914 году ветка была продлена на 31 км и получила название Постольская узкоколейная железная дорога. Колея первоначально была 1000 мм. Дорога использовалась для подвоза продукции лесозаготовок.
Предположительно, в 1930-х годах дорога была перешита на колею 750 мм, однако на территории завода колея 1000 мм по прежнему действовала. В годы Великой Отечественной войны участок Ижевск — Можвай перешили обратно на 1000 мм, чтобы использовать там подвижной состав Увино-Узгинской УЖД, также имевшей 1000 мм колею.
Не позднее 60-х дорогу снова перешили на 750 мм. Она утратила связь с Ижевскими заводами, эксплуатировал её Постольский леспромхоз (в 1968 переименованный в Советско-Никольский). От Ижевска до Пойвая регулярно курсировали пассажирские поезда. 
До начала 1980-х годов одна из веток узкоколейной железной дороги шла на станцию Лесозаводская линии широкой колеи. Вероятно, там лес перегружался в вагоны широкой колеи.
В 1990-е годы на дороге прекратилось пассажирское сообщение, однако грузовое сообщение продолжалось. Пассажирские вагоны вскоре были списаны.
В 2000 году движение по узкоколейной железной дороге было закрыто.
Через короткий срок началась разборка пути и к 2001 году последний участок дороги окончательно разобрали.

### Современное состояние
По насыпи узкоколейной железной дороги частично идёт грунтовая автодорога. Леспромхоз ликвидирован, на его территории располагается жилой комплекс. Прилегавшие к узкоколейной железной дороге лесные поселки остаются жилыми.

## Подвижной состав

### Локомотивы
- Паровоз Кп4
- Паровоз Гр
- ТУ4 — номера: 202, 2006, 1727, 1328, 2112
- ЭСУ2А

### Вагоны
- Вагоны Pafawag
- Полувагоны для торфа
- Вагоны-платформы
- Вагоны-платформы, приспособленные для вывозки леса
- Вагоны ПВ40
- Вагон Świdnica 1Aw

### Путевые машины
- Снегоочиститель С2-750